# Changwhania distanti
Changwhania distanti är en insektsart som beskrevs av Baker 1925. Changwhania distanti ingår i släktet Changwhania och familjen dvärgstritar. Inga underarter finns listade i Catalogue of Life.